# Péninsule de Beara
Pour les articles homonymes, voir Beara.

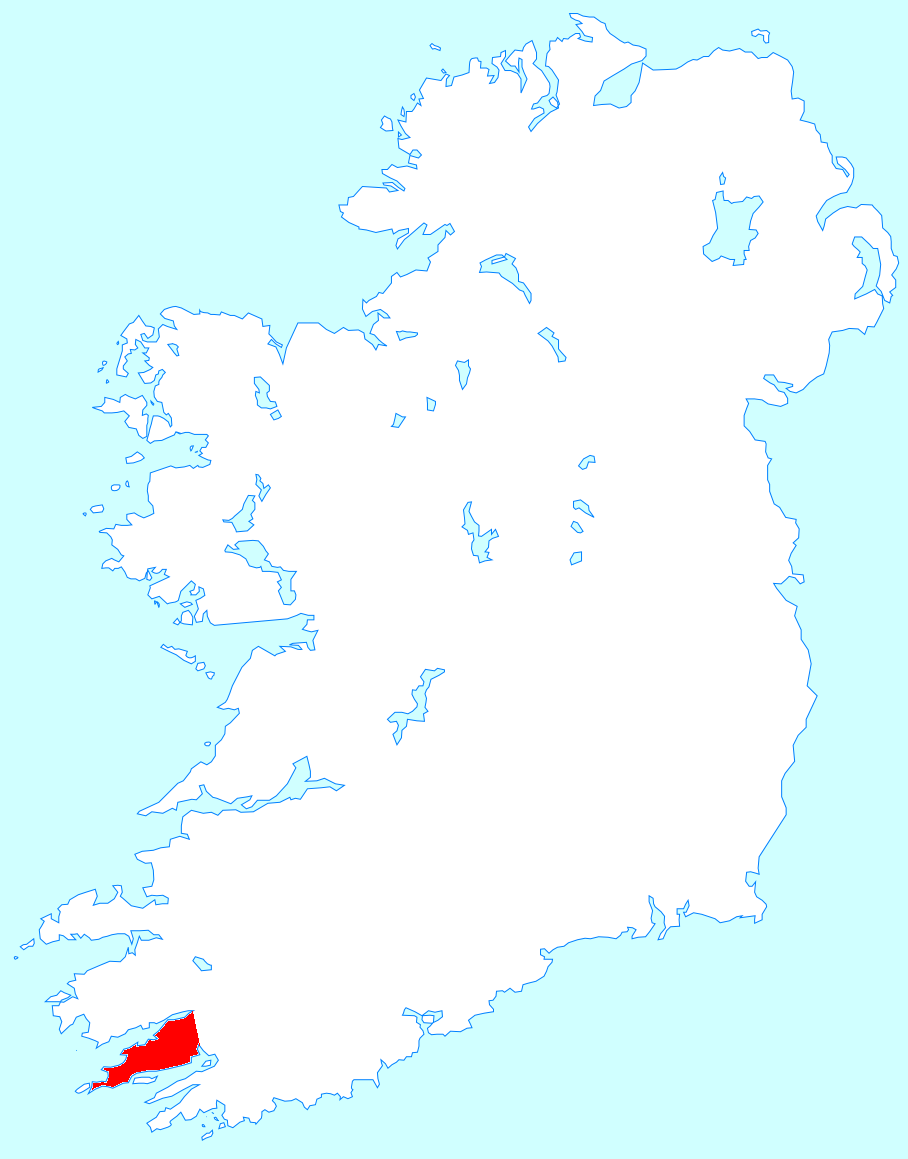
Localisation de la péninsule de Beara

La péninsule de Beara (en anglais : Beara Peninsula, en irlandais : Béara) est la plus méridionale des grandes péninsules de la côte sud-ouest de l'Irlande. Elle se situe entre la baie de Kenmare, au nord, et la baie de Bantry, au sud. La péninsule est partagée entre le comté de Kerry, de Kenmare jusqu'aux environs d'Ardgroom, et le comté de Cork, c'est dans ce dernier que se trouve la plus grande partie de la péninsule, le sud et l’ouest.
La péninsule est parcourue en son centre par deux chaînes de montagne : les monts Caha et les monts Slieve Miskish.

## Histoire
La péninsule était le traditionnel fief du clan O'Sullivan Bere et fut l'un des derniers bastions de la résistance gaélique après le siège de Kinsale. Ce fut ensuite un site majeur d'extraction du cuivre.
La péninsule a été immortalisée par Daphne du Maurier dans son roman Le Mont-brûlé. On y trouve aussi, à Castletownbere, le fameux McCarthy's Bar, qui fait la couverture du best-seller L'Irlande dans un verre de l'écrivain voyageur Pete McCarthy.

## Tourisme

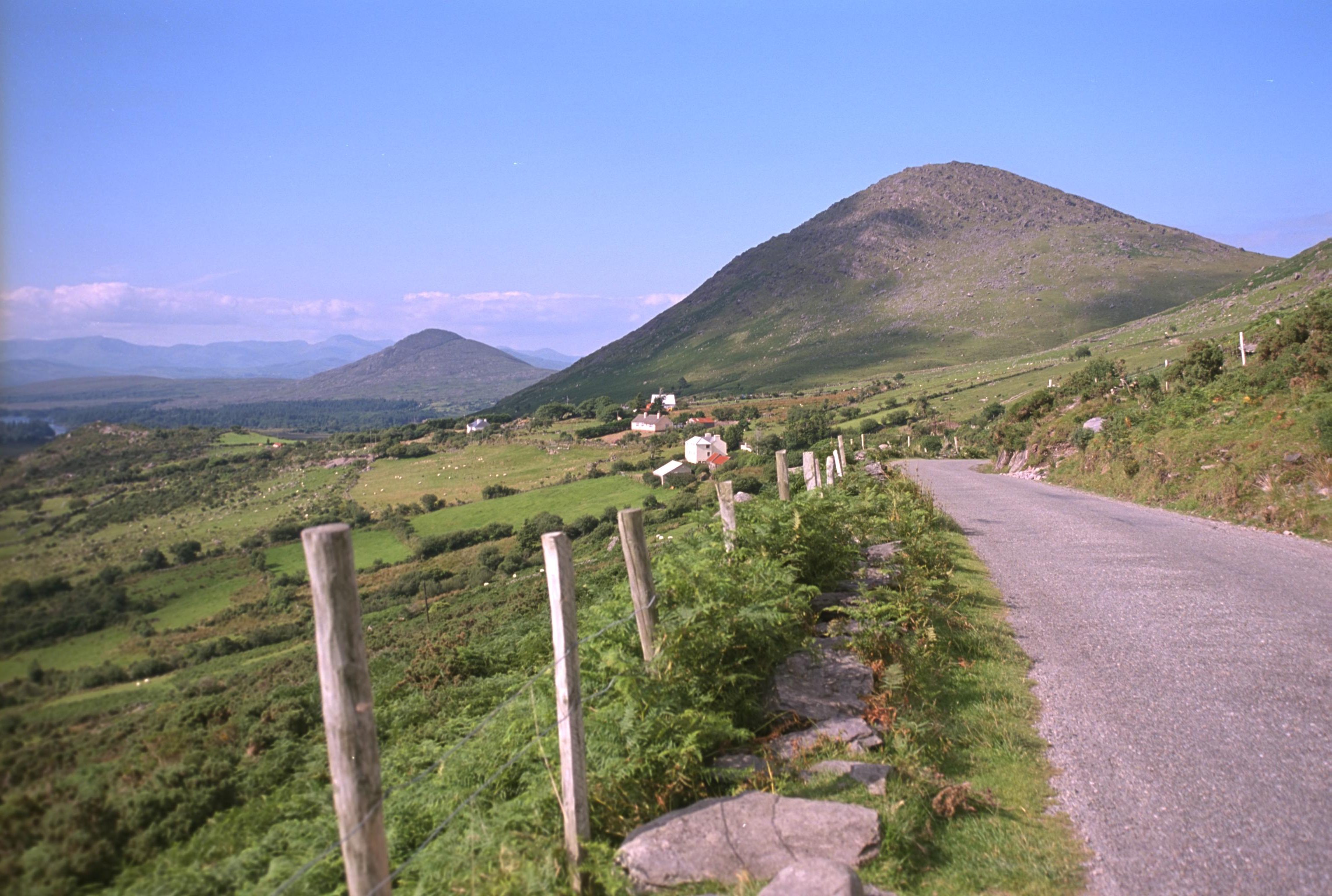
Vue vers le nord depuis le Healy Pass

Le Ring of Beara est un circuit touristique d'environ 195 kilomètres qui fait le tour de la péninsule. Il démarre à Kenmare, franchit le col du Healy Pass, traverse Castletownbere, Allihies, Eyeries et Ardgroom pour se terminer à Glengarriff, sur la côte sud de la péninsule.
La région a une riche histoire maritime. Castletownbere est un des principaux ports de pêche irlandais et c'est aussi une base nautique de premier plan.
Les principaux sites et monuments touristiques sont :
- les restes du château-fort de Dunboy, ancien fief du clan O'Sullivan Bere et, à proximité, les ruines du Manoir Puxley, une maison de maître du XIXe siècle brûlé en 1920 par l'IRA[2],
- le musée des mines de cuivre à Allihies,
- l'île Illnacullen à Glengarriff (entretenue par l'Office of Public Works).